# Læsø Trindel og Tønneberg Banke
Læsø Trindel og Tønneberg Banke este o arie protejată (arie specială de conservare — SAC, sit de importanță comunitară — SCI) din Danemarca întinsă pe o suprafață de 8.619 ha, integral marine.

## Localizare
Centrul sitului Læsø Trindel og Tønneberg Banke este situat la coordonatele 0°N 0°E / 0°N 0°E.

## Înființare
Situl Læsø Trindel og Tønneberg Banke a fost declarat sit de importanță comunitară în mai 1995 pentru a proteja 1 specie de animale. Situl a fost protejat și ca arie specială de conservare în decembrie 2011.

## Biodiversitate
Situată în ecoregiunile continentală și marină Atlantică, aria protejată conține 3 habitate naturale: Bancuri de nisip acoperite în permanență slab de apă marină, Recifuri, Structuri submarine provocate de scurgeri de gaze.
La baza desemnării sitului se află o specie protejată de  mamifere: marsuin (Phocoena phocoena).